# Euroschinus vieillardii
Euroschinus vieillardii là một loài thực vật có hoa trong họ Đào lộn hột. Loài này được Engl. mô tả khoa học đầu tiên năm 1881.